# Adolphe-Guillaume de Saxe-Eisenach
Adolphe-Guillaume de Saxe-Eisenach, né le 15 mai 1632 à Weimar et mort le 21 novembre 1668 à Eisenach, est duc de Saxe-Eisenach de 1662 à sa mort.

## Biographie
Adolphe-Guillaume est le deuxième fils de Guillaume Ier de Saxe-Weimar et d'Éléonore-Dorothée d'Anhalt-Dessau. À la mort de son père, en 1662, ses fils se partagent la Saxe-Weimar, et Adolphe devient duc de Saxe-Eisenach.
Le 18 janvier 1663, Adolphe-Guillaume épouse Marie-Élisabeth de Brunswick-Wolfenbüttel (1638-1687), fille du duc Auguste II de Brunswick-Wolfenbüttel. Ils ont cinq fils :
- Charles-Auguste (31 janvier 1664 – 14 février 1665)
- Frédéric-Guillaume (2 février 1665 – 3 mai 1665)
- Adolphe-Guillaume (26 juin 1666 – 11 décembre 1666)
- Ernest-Auguste (28 août 1667 – 8 février 1668)
- Guillaume-Auguste (30 novembre 1668 – 23 février 1671)

Aucun des fils d'Adolphe-Guillaume ne survit à la petite enfance. Son dernier, né posthume, lui succède nominalement en tant que duc, mais meurt à l'âge de deux ans. Le frère cadet d'Adolphe-Guillaume, Jean-Georges, devient alors duc.